# Suecana
Suecana (efter latinets Suecia, Sverige) är en beteckning på litteratur med svensk anknytning utgiven utanför Sverige, såsom litteratur om Sverige och svenska förhållanden på främmande språk, översättningar från svenska eller utgivning på svenska språket utomlands. Då endast svensk utgivning omfattas av pliktexemplar, har Kungliga biblioteket i uppdrag att köpa in sådan litteratur. Denna förtecknas i KB:s bibliografi Suecana extranea, som är en del av Libris.